# Limnophora nigripes
Limnophora nigripes är en tvåvingeart som först beskrevs av Robineau-desvoidy 1830.  Limnophora nigripes ingår i släktet Limnophora och familjen husflugor. Inga underarter finns listade i Catalogue of Life.